# I. I. Rabi Prize

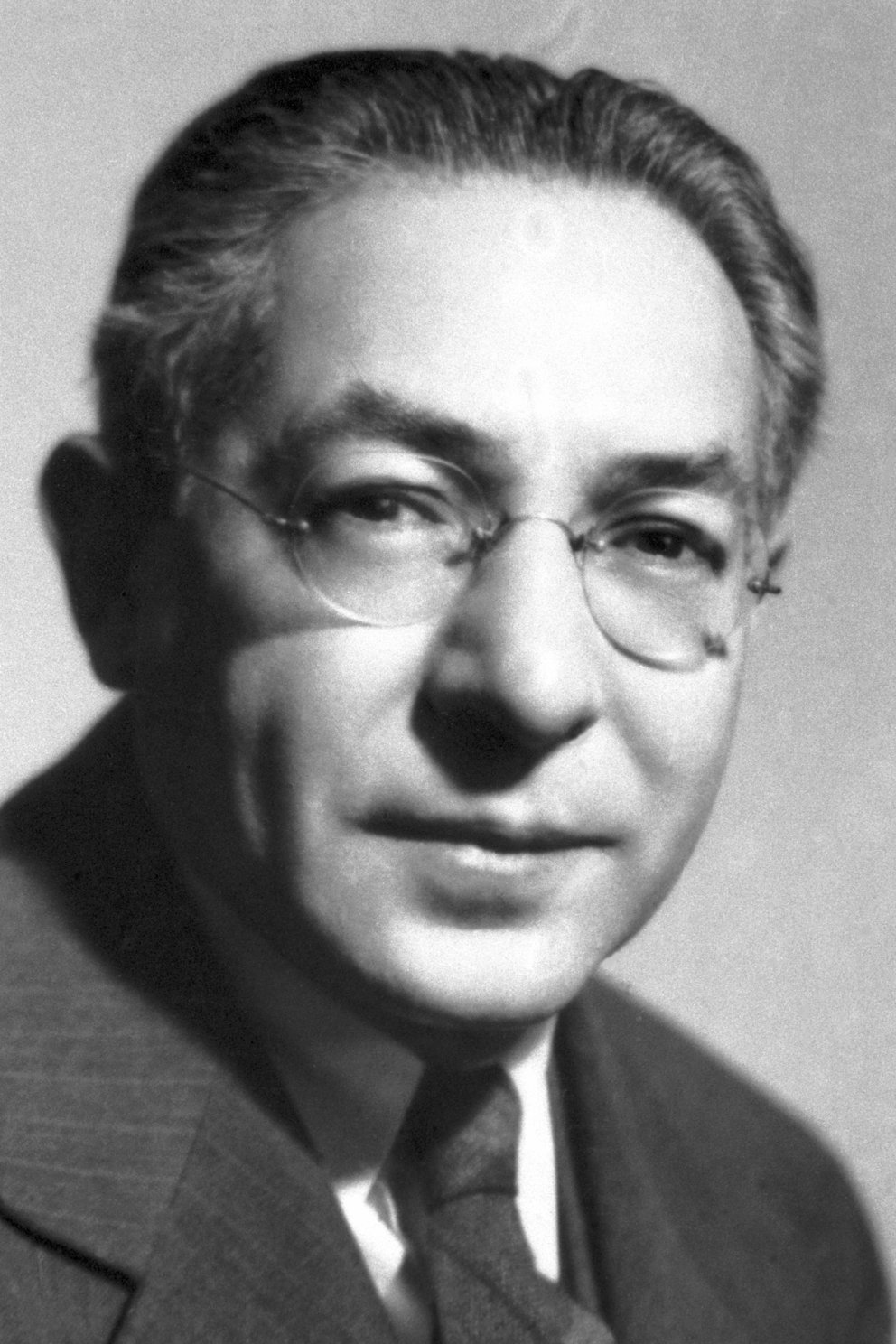
Isidor Isaac Rabi, 1944

Der I. I. Rabi Prize der American Physical Society ist ein Preis für Atom-, Molekül- oder Optischer Physik, der nach I. I. Rabi benannt ist. Er ist mit 10.000 Dollar dotiert, wird seit 1991 alle zwei Jahre verliehen und ist für Nachwuchswissenschaftler bestimmt (die Promotion sollte nicht mehr als 10 Jahre zurückliegen).
Er ist nicht mit dem I. I. Rabi Award des IEEE zu verwechseln.

## Preisträger
- 1991 Chris H. Greene
- 1993 Timothy E. Chupp für seine Beiträge zur Entwicklung von polarisierten Edelgasen hoher Dichte durch Spin-Austausch mit optisch gepumpten Alkaliatomen und insbesondere für seine Führungsrolle bei der Verwendung von polarisiertem Helium 3 als Target für grundlegende Experimente in der Kernphysik (Laudatio).
- 1995 Randall G. Hulet
- 1997 Eric Allin Cornell, Wolfgang Ketterle
- 1999 Mark George Raizen für seine Pionierforschung zur experimentellen Atomphysik, insbesondere die Aufdeckung von Verbindungen zwischen Atomphysik und Chaostheorie, Festkörperphysik und dissipativen Quantensystemen (Laudatio).
- 2001 Christopher Monroe
- 2003 Mark A. Kasevich, für die Entwicklung von Atominterferometern als Trägheitssensoren mit nicht dagewesener Genauigkeit, und für Pionieruntersuchung von Bose-Einstein-Kondensaten, speziell der Realisierung nichtklassischer Spin-Zustände und die Demonstration eines Atomlasers mit Modenkopplung (Laudatio)
- 2005 Deborah Jin
- 2007 Jun Ye für Fortschritte in Präzisionsmessungen, einschließlich Techniken für die Stabilisierung und Messung optischer Frequenzen, der Kontrolle der Phase von Femtosekunden-Laserpulsen und der Messung molekularer Übergänge (Laudatio).
- 2009 Mikhail Lukin
- 2011 Cheng Chin für Pionierarbeiten in stark wechselwirkenden Fermigasen und Wenigteilchenphysik einschließlich der Entdeckung des Effimov-Effekts (Laudatio).
- 2013 Markus Greiner
- 2015 Ian Spielman für die Entwicklung von Quantensimulationen mit ultrakalten Atomen, Erzeugung synthetischer elektromagnetischer Felder, Demonstration synthetischer Spin-Orbit-Kopplung und Anwendungen auf die Untersuchung neuer physikalischer Systeme (Laudatio).
- 2017 Martin Zwierlein
- 2019 Kang-Kuen Ni für grundlegende Arbeiten zu ultrakalten Molekülen, einschließlich originärer Beiträge zum Verständnis chemischer Reaktionen im Quantenbereich, deterministische Erzeugung individueller Moleküle mit optischen Pinzetten und die Entwicklung neuartiger, hochpräziser Techniken zur Abfrage und Kontrolle des vollständigen Spektrums innermolekularer Ressourcen (Laudatio).
- 2021 Monika Schleier-Smith für bedeutende Arbeiten in der Quantenoptik und für die Entdeckungen an der Schnittstelle von Atomphysik, Molekülphysik und Optischer Physik (AMO), Festkörperphysik und Quanteninformation, einschließlich origineller Beiträge zu gequetschtem Spin (Spin squeezing) in optischen Hohlräumen, Konstruktion von langreichweitigen Wechselwirkungen für Quantensimulationen und Metrologie, und für die theoretische Entwicklung eines Messprotokolls für die Verwürfelung von Quanteninformation.
- 2023 Adam M. Kaufman für bedeutende Entwicklungen über Arrays optischer Pinzetten und Uhren basierend auf Erdalkaliatomen, mit Anwendungen in der Metrologie und Quanteninformationsverarbeitung.
- 2025 Norman Ying Yao for pioneering contributions to broad areas of atomic, molecular, and optical physics, including quantum information, metrology, and many-body physics.